# Dick Bergström
Dick Otto Ludvig Bergström (Lidingö, Estocolm, 15 de febrer de 1886 - Estocolm, 17 d'agost de 1952) va ser un regatista suec que va competir a començaments del segle xx. Era germà del també regatista Kurt Bergström.
El 1912 va prendre part en els Jocs Olímpics d'Estocolm, on va guanyar la medalla de plata en la categoria de 12 metres del programa de vela, a bord de l'Erna Signe.